# Floyd Council
Floyd Council (2 de setembre de 1911 – 9 de maig de 1976) va ser un guitarrista i cantant estatunidenc de blues. Es va convertir en un conegut professional del Piedmont blues al sud-est dels Estats Units durant la dècada de 1930.
Va néixer a Chapel Hill, Carolina del Nord, fill de Harrie i Lizzie Council. Floyd va començar la seva carrera musical als carrers Chapel Hill a la dècada del 1920, actuant amb dos dels seus germans, Leo i Thomas Strowd com a "The Chapel Hillbillies". Va gravar en dues ocasions per ARC en sessions amb Blind Boy Fuller a mitjans dels anys trenta, en tots els casos, emmarcats dins l'estil Piedmont.
Council va patir un accident vascular cerebral a finals dels seixanta que van paralitzar parcialment els seus músculs de la gola i alentir les seves habilitats motores, però no van danyar les seves habilitats cognitives. Peter B. Lowry va intentar gravar el 1970 però Floyd mai va recuperar la seva capacitat per a cantar o tocar.
Council va morir el 1976 d'un atac de cor, després de traslladar-se a Sanford, Carolina del Nord.

## El Floyd a Pink Floyd
Syd Barrett, de la banda anglesa de rock psicodèlic Pink Floyd, va adoptar el nom de la banda en juxtaposar els noms Council i del cantant de blues Pink Anderson. Barrett es va fixar en els noms en els crèdits del LP de 1962 de Blind Boy Fuller (Philips BBL - 7512). El text, escrit per Paul Oliver, era el següent:
| «             | Curley Weaver and Fred McMullen, (…) Pink Anderson or Floyd Council - these were a few amongst the many blues singers that were to be heard in the rolling hills of the Piedmont, or meandering with the streams through the wooded valleys (traducció)Curley Weaver i Fred McMullen, (...) Pink Anderson o Floyd Council - aquests eren alguns entre els molts cantants de blues que podien escoltar-se en els ondulats turons de l'altiplà de Piedmont, o serpentejant amb els rierols entre les valls arbrades | » |
| — Paul Oliver | |   |

## Discografia
No hi ha vinils disponibles on aparegui exclusivament el treball de Council. No obstant això el CD Carolina Blues recopila seis canciones grabadas por él: I'm Grievin and I'm Worryin, I Don't Want No Hungry Woman, Lookin' For My Baby, I'm Broke and I Ain't Got a Dime, Runaway Man Blues i Working Man Blues.
En una entrevista realitzada a Council el 1969 va declarar que havia gravat 27 cançons durant la seva carrera, set de les quals acompanyant Blind Boy Fuller. El Complete Recorded Works de Fuller conté cançons en què Council tocava la guitarra.